# Рибхоз (Сакмарський район)
Рибхо́з (рос. Рыбхоз) — село у складі Сакмарського району Оренбурзької області, Росія.

## Населення
Населення — 38 осіб (2010; 43 у 2002).
Національний склад (станом на 2002 рік):
- росіяни — 89 %